# Charolais

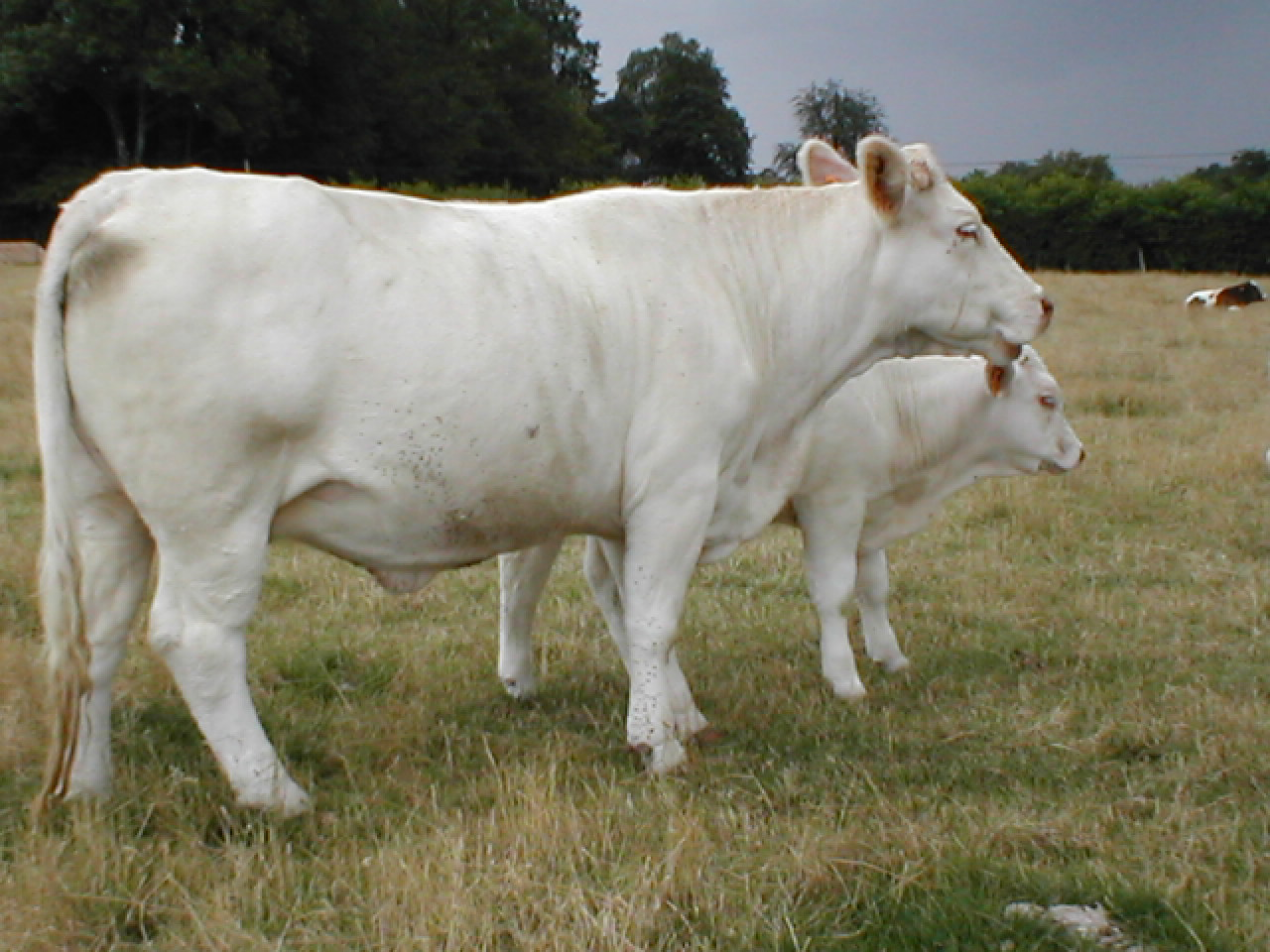
Charolais

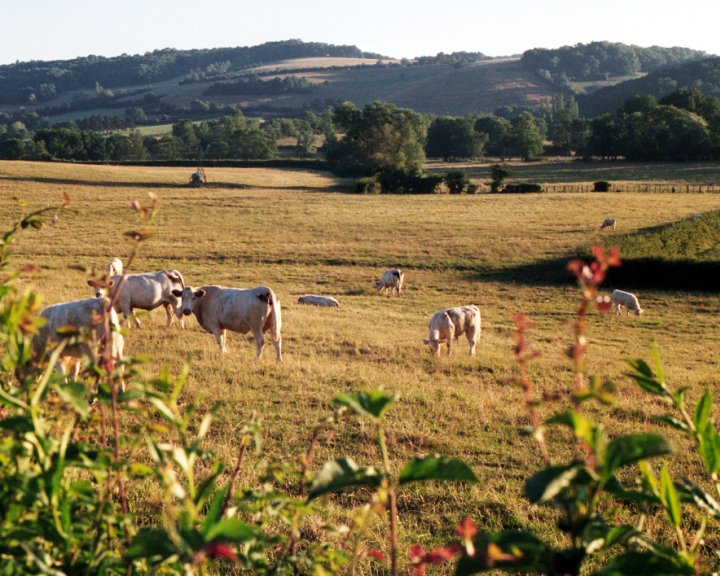
Charolais på bete.

Charolais är en nötkreatursras som härstammar från Frankrike. Charolais kom till Sverige 1960 och är idag Sveriges vanligaste köttras. Charolais har en tät och kort päls som är vit eller crèmefärgad. Charolais räknas till de tunga köttraserna och har en väl utvecklad muskulatur. Köttutbytet är stort och de har en hög tillväxthastighet vilket ger hög slaktvikt vid en relativt låg ålder. Det innebär att köttet är mört och har en lägre fetthalt.

## Historik
När den första "vita kalven" - som ska vara anfader till rasen - föddes, finns det idag ingen kunskap om. Det finns bara spekulationer om att romarna genom sina erövringståg introducerade vita nötkreatur i Europa. Den tidigaste källan dateras till 878 e.Kr. och är ett kungabrev som på keltiska skriver om "Villa Boqenis", vilket betyder "Vita ungdjurets villa".
Århundradena som följde präglades av stridigheter, vilket ledde till att en kärna av de vita djuren isolerades i regionen Charolles och Brionnaise i Frankrike. Under denna period tillfördes inget nytt blod och den rena rasen charolais grundlades.
När Charolles-regionen år 1772 återförenades med resten av Frankrike öppnades gränserna och rasen och dess egenskaper kunde börja spridas. Rasen tjänade som både dragare och köttras och vann anseende som producent av kvalitetskött. 